# Echipa națională de fotbal a Mauritiusului
Echipa națională de fotbal a Mauritiusului este naționala de fotbal a Mauritiusului și este controlată de Asociația de Fotbal a Mauritiusului. Nu s-a calificat niciodată la turneul final al Campionatului Mondial de Fotbal.
Mauritius s-a calificat o singură dată la turneul final al Cupei Africii pe Națiuni în 1974, dar au fost eliminați în faza grupelor.

## Premii și performanțele în competiții

### Performațele fotbalului din Mauritius
Indian Ocean Games :
- 2 ori campioni (1985) (2003)

### Campionatul Mondial de Fotbal
- 1930 până în 1970 - Nu a participat
- 1974 - Nu s-a calificat
- 1978 până în 1982 - Nu a participat
- 1986 - Nu s-a calificat
- 1990 - Participarea respinsă din cauza datoriilor la FIFA
- 1994 până în 2010 - Nu s-a calificat

### Rezultate la Cupa Africii pe Națiuni
- 1957 până în 1965 - Nu a participat
- 1968 până în 1972 - Nu s-a calificat
- 1974 - Faza grupelor
- 1976 până în 1986 - Nu s-a calificat
- 1988 - S-a retras
- 1990 până în 2010 - Nu s-a calificat

### Rezultate la COSAFA Senior Challenge Cup
- 1997 până în 1999 - Nu a participat
- 2000 - Eliminată în prima rundă
- 2001 - Sferturi de finală
- 2002 și 2003 - Eliminată în prima rundă
- 2004 - Sferturi de finală
- 2005 - Finala Grupei A
- 2006 - Locul trei Grupa A
- 2007 - Finala Grupei B
- 2008 - Locul patru Grupa A
- 2009 - Locul trei Grupa A

### Antrenori
- Joseph Le Roy (1959-63)
- Danny McLennan (1963-64)
- Mohammad Anwar Elahee (1970-88, 1994-96)
- Helmut Kosmehl (1976-88)
- Rudi Gutendorf (1997)
- Ashok Chundunsing (1998, 2007-08)
- Rajen Dorasami (1998–2002, 2006)
- France L'Aiguille (1998–2002, 2006)
- Patrick Parizon (2002-03)
- Akbar Patel (2003, 2007, 2009-)
- Elvis Antoine (2003-05)
- Rajesh Gunesh (2003-05)
- Sarjoo Gowreesunkur (2006)
- Marc Collat (2009)